# دیکسی
در زبان عوام آمریکا اصطلاح دیکسی (Dixie) به ایالت‌های جنوبی آمریکا گفته می‌شود. درباره ریشه این نام گمان‌هایی زده می‌شود ولی هیچکدام قطعیت ندارد.
به ایالت آلاباما و بویژه به پایتخت آن مانتگُمری هم اصطلاحآ «قلب دیکسی» گفته می‌شود.